# حسینعلی‌خان هندسی گوران
حسینعلی‌خان مهندس گوران، یا حسینعلی‌خان هندسی گوران (۱۲۵۰ در کرمانشاه - ۱۰ مرداد ۱۳۱۱ در ؟ )، مهندس معمار دانش‌آموختۀ دارالفنون و بنیانگذار آموزش و پرورش نوین در کرمانشاه بود. وی نخستین مدرسۀ مدرن را در شهر کرمانشاه بنیان گذاشت.

## زندگی

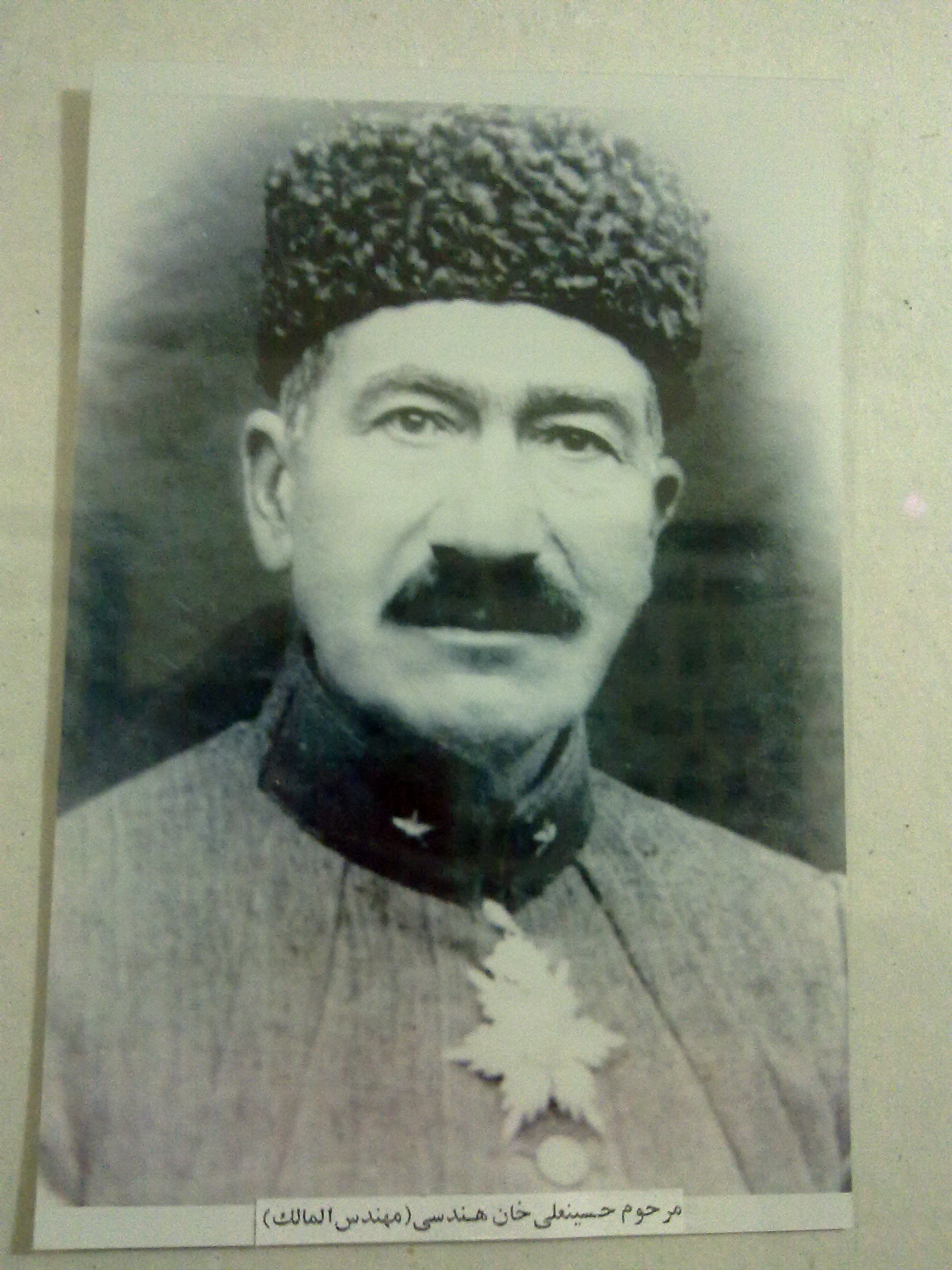
تصویر حسینعلی‌خان هندسی گوران در موزه خط و کتابت کرمانشاه

حسینعلی‌خان هندسی گوران در سال ۱۲۵۰ خورشیدی (۱۸۷۱ میلادی) در شهر کرمانشاه به دنیا آمد. نام پدرش محمدعلی‌خان گوران بود. منزل پدری وی در محلۀ شترگلو در شهر کرمانشاه و خانه‌ای به شمارۀ ۴۱۵۳ قرار داشت،‌ اما محمدعلی‌خان دارای املاکی در روستای سیمینه در دو فرسنگی کرمانشاه و در منطقۀ‌ قلعه‌زنجیر گوران بود که درآمدش از کشاورزی و دامداری در آنجا تأمین می‌شد. خواهر محمدعلی‌خان به نام جمیله‌خانم همسری تهرانی داشت و در محلۀ سرپولک تهران ساکن بود. حسینعلی در سن ۷ سالگی به تهران و نزد عمۀ ‌خود فرستاده شد و تحت سرپرستی او در آمده و در یکی از مدارس تهران به تحصیل پرداخت. او همزمان در یک آموزشگاه خصوصی به فراگیری زبان فرانسه مشغول شد و در سن ۱۶ سالگی زبان و ادبیات فارسی و فرانسه را آموخته‌بود.
حسینعلی هندسی گوران در سال ۱۲۶۶ (۱۸۸۷ میلادی) به همراه شش جوان دیگر با هدف تحصیل در سفری زمینی از تهران به فرانسه رفت و در آنجا در دانشگاه سوربن به تحصیل معماری و مهندسی ساختمان پرداخت. به گفتۀ‌ایرج هندسی، وی تنها ۲ سال در فرانسه ماند و به دلیل عدم تطابق روحیاتش با فرهنگ آن جامعه و نیز به دلیل فراهم بودن امکان تحصیل زیر نظر اساتید اروپایی در دارالفنون در سال ۱۲۶۸ (۱۸۸۹ میلادی) به همراه دو نفر دیگر از هیئت هفت نفره به تهران بازگشت و تحصیلات خود را از ابتدا در دارالفنون آغاز کرد و در سال ۱۲۷۳ (۱۸۹۴ میلادی) به عنوان مهندس راه و ساختمان از این مدرسه دانش‌آموخته شد. به گفتۀ محمدعلی سلطانی وی در دارالفنون تهران در رشته‌های مهندسی و نقاشی و زیر نظر استادانی مانند کمال‌الملک و مصورالممالک به تحصیل پرداخته‌است.
حسینعلی هندسی گوران پس از پایان تحصیلاتش در دارالفنون تهران به کرمانشاه بازگشت و چندی بعد در اوایل خرداد ۱۲۷۸ خورشیدی (۱۸۹۹ میلادی) در منزل شخصی خود که در کوچۀ هندسی واقع در در محلۀ چنانی کرمانشاه بود، مجلس درسی دایر کرد که پس از مدتی تبدیل به مدرسه‌ای به نام محتشمیه شد که نقطۀ آغازی برای آموزش و پرورش مدرن در شهر کرمانشاه به شمار می‌آید. حسینعلی‌خان هندسی گوران در سال ۱۳۱۱ خورشیدی (۱۹۳۲ میلادی) درگذشت.

## بنیانگذاری نخستین مدرسه در کرمانشاه
حسینعلی‌خان گوران در اواخر مهر ۱۲۷۸ خورشیدی (۱۸۹۹ میلادی) نخستین مدرسۀ مدرن در کرمانشاه را به نام مدرسۀ محتشمیه دایر کرد. این مدرسه در سال اول تأسیس خود، ۵۰ نفر دانش‌آموز داشت. دانش‌آموزان با لباس یک‌شکل در مدرسه حاضر می‌شدند و مدرسه دارای برنامۀ مدون درسی و نیز امکانات مدرن آموزشی مانند میز و نیمکت و تخته‌سیاه بود. مدرسۀ محتشمیه ۴ سال برقرار بود و در سال ۱۲۸۱ خورشیدی (۱۹۰۲ میلادی) توسط فرمانفرما تعطیل و ویران شده و حسینعلی‌خان گوران نیز بنا بر دلایل نامشخص تحت تعقیب قرار گرفت.

## فعالیت‌های سیاسی
همزمان با تعطیلی مدرسۀ محتشمیه و ممانعت فرمانفرما از ادامۀ فعالیت‌های حسینعلی‌خان هندسی گوران، دوره‌ای از مبارزات علیه حکومت مستبد مرکزی و حاکمان کرمانشاه آغاز شد که یارمحمدخان کرمانشاهی رهبری آن را در دست داشت. حسینعلی‌خان در دو جبهۀ‌فرهنگی و سیاسی با این مبارزات همراه شد. عکس معروفی از مهندس گوران وجود دارد که او را در کنار حبیب‌الله‌خان بیگلربیگی و دیگر آزادیخواهان کرمانشاه در مقابل طاق بزرگ طاق‌بستان نشان می‌دهد.

## معماری
حسینعلی‌خان مهندس گوران یکی از نخستین معماران تحصیل‌کردۀ شهر کرمانشاه بود. او در سال ۱۲۸۱ (۱۹۰۲ میلادی) به دلیل تسلطی که به زبان فرانسوی پیدا کرده‌بود در گمرک کرمانشاه به کار گرفته‌شد و علیرغم تمایلش به ریاست انبارهای گمرک منصوب شد. او همچنین با روی کار آمدن حکومت پهلوی و اهمیت پیدا کردن گمرکات برای این حکومت مسئول عمران مرزی شد.
مهندس گوران به عنوان معمار در کرمانشاه چند ساختمان شاخص بنا کرد. ساختمان مدرسۀ محتشمیه (که در سال ۱۲۸۱ تخریب شد)، ساختمان گمرک قصر شیرین و نیز بیمارستان قرنطینه در قصر شیرین (که در جنگ ایران و عراق در سال ۱۳۵۹ تخریب شد) از جمله آثار شاخص وی در منطقۀ کرمانشاه هستند. بیمارستان قرنطینۀ قصر شیرین نخستین ساختمان اسکلت فلزی و طاق ضربی در غرب ایران بود و همچنین نخستین ساختمان ایران بود که از لوله‌کشی آب استفاده می‌کرد. علاوه بر این ساختمان ادارۀ گمرک و پل رودخانۀ الوند از آثار وی در قصر شیرین بود که هر دو در زمان جنگ ایران و عراق تخریب شد. او همچنین نهر شاویار آبراه تاریخی قصر شیرین را که در دوران ساسانیان ساخته شده و آب را از روستای سید ایاز به کاخ شیرین می‌رساند ترمیم کرد که امکان دسترسی مردم قصر شیرین به آب آشامیدنی را فراهم کرد.
حسینعلی‌خان هندسی گوران همچنین در راه‌سازی و جاده‌سازی در منطقۀ غرب ایران کارهای مهمی انجام داد. جاده‌های ایلام به دهلران و شمال خوزستان، و نیز دسترسی شهرهای مختلفی مناطق کردنشین غرب ایران از اقدامات وی در راه‌سازی به شمار می‌روند.

### آثار معماری
- بیمارستان قرنطینه در قصر شیرین
- پل الوند در قصر شیرین
- ساختمان گمرک خسروی
- پل سنگی قره‌سو (جای پل شرقی کنونی)
- ساختمان گمرک کرمانشاه
- ساختمان گمرک‌خانه‌های مرزی از هورامان لهون تا سوسنگرد
- طرح مدیریتی شهر کرمانشاه به‌صورت قریه‌ای بزرگ با چند کدخدا
- طرح مدیریتی شهر قصر شیرین[۳]
- جادۀ ایلام به دهلران
- جادۀ دهلران به شمال خوزستان

## مرگ
حسینعلی‌خان هندسی گوران سال‌های میان ۱۳۰۰ تا ۱۳۱۱ را به عنوان مهندس ساختمان و معمار مشغول فعالیت بود. او تمام این دوران را در منطقۀ‌ گرمسیر و آب و هوای سخت قصر شیرین و ایلام گذراند. این شرایط سخت و فعالیت طاقت‌فرسا توان بدنی او را تحلیل برد و در نهایت منجر به مرگ او در روز ۱۰ مرداد ۱۳۱۱ شد. جسد حسینعلی‌خان توسط برادرش علی‌آقا گوران به نجف در عراق برده شد و در گورستان وادی‌السلام به خاک سپرده شد.